# Вооружённые силы Тонги
Вооружённые силы королевства Тонга (англ. His Majesty's Armed Forces) состоят из регулярного компонента (англ. Regular Force) (выделяются сухопутные силы (королевская гвардия Тонги), Военно-морские силы Тонги и силы поддержки) и нерегулярных сил — территориальных (англ. Territorial Force) и резерва (англ. Reserve).

## История
Вооружённые формирования на архипелаге существовали ещё до открытия островов европейцами в XVII веке.
В XVIII - XIX вв. острова посещали миссионеры и торговцы (после контактов с которыми у аборигенов появилось огнестрельное оружие). В конце XVIII века начались междоусобные войны, которые продолжались в первой половине XIX века. В 1845 году вождь Тауфаахау при поддержке миссионеров сумел объединить острова в единое государство. В апреле 1855 года сторонники правителя Такомбау разгромили мятежников в крупном сражении на полуострове Камба.
В 1875 году было провозглашено создание королевства Тонга, 4 ноября 1875 года - принята первая конституция.
18 мая 1900 года Тонга стала протекторатом Британской империи. В дальнейшем, ранее существовавшие вооружённые формирования были реорганизованы. Королевская гвардия стала первым подразделением, организованным по образцу регулярной армии.
В Первой мировой войне тонганцы принимали участие в составе Новозеландских экспедиционных войск.
1 сентября 1939 года началась Вторая мировая война, 3 сентября 1939 года правительство Великобритании объявило войну гитлеровской Германии. В дальнейшем, войну странам «оси» объявили доминионы, колонии и владения Британской империи (в том числе, Тонга - объявившая войну Германии 5 сентября 1939 года). Архипелаг находился на значительном расстоянии от театра военных действий в Европе, однако связи заморских колоний с метрополией оказались осложнены.
При участии военнослужащих Новой Зеландии на основе ранее существовавших здесь подразделений (занимавшихся охраной правопорядка и королевской семьи) были созданы Силы обороны (Tonga Defense Force, TDF), которые включали в себя боевые и вспомогательные части. В конце 1941 года их общая численность составляла 475 человек (462 тонганца под командованием 13 офицеров из Новой Зеландии).
После вступления в войну Японской империи обстановка в регионе изменилась, и понёсшие потери войска Великобритании и США перешли к стратегической обороне на Тихоокеанском театре военных действий. В феврале 1942 года главнокомандующий военно-морским флотом США адмирал Э. Дж. Кинг предложил рассмотреть возможность проведения частных наступательных операций на Новой Гвинее и Соломоновых островах - и для этой цели оборудовать на Эфате (Новые Гебриды) и на острове Тонгатапу (входившем в состав островов Тонга) базы, которые могли бы стать опорными пунктами англо-американских войск как в оборонительных, так и в наступательных действиях. В 1942 году на острова Дружбы были отправлены войска США, начавшие строительство объектов военной инфраструктуры (в том числе, на территории королевства Тонга).
Тонганцы участвовали в боях на Соломоновых островах. К концу войны силы обороны были расформированы, но снова воссозданы в 1946 году.
В 1958 году автономия Тонга была несколько расширена. В 1967 году была проведена денежная реформа (в апреле 1967 года для внутренних расчётов правительством была введена собственная валюта). Подписанное в мае 1968 года англо-тонганское соглашение предусматривало постепенное сокращение контроля со стороны Великобритании над деятельностью королевства (однако военные вопросы остались в ведении англичан). 4 июня 1970 года была официально провозглашена независимость (в составе Британского Содружества наций).
6 августа 1985 года 13 стран (в том числе, Тонга) подписали договор Раротонга о объявлении южной части Тихого океана безъядерной зоной (вступивший в силу после ратификации в 1991 году).
В 1992 году был принят новый закон о военной службе. 4 мая 1996 года в составе ВМС было создано авиационное подразделение.
14 сентября 1999 года страна была принята в ООН. В октябре 2000 года на 31-м форуме глав правительств тихоокеанских островных государств Тонга подписала декларацию Бикетава о сотрудничестве по вопросам безопасности с другими странами региона. В соответствии с этим соглашением, в 2003 году подразделение военнослужащих было отправлено в состав стабилизационных сил на Соломоновых Островах.
15 июня 2004 года правительство объявило о присоединении к международной операции в Ираке и летом 2004 года пехотное подразделение из 44 военнослужащих было отправлено в состав международных коалиционных сил в Ираке (в декабре 2008 года участие в войне в Ираке было прекращено и контингент был выведен из Ирака).
Во время беспорядков в столице королевства 16 ноября 2006 года вооружённые силы оказывали содействие полиции.
В мае 2007 года два военнослужащих королевства Тонга (Latu Vaha´i и Viliami Vunipola) стали кадетами военных академий США (они были зачислены в военную академию США Вест-Пойнт и академию ВМС в Аннаполисе, оплату расходов за их обучение осуществило правительство США).
В 2007 году общая численность вооружённых сил составляла 430 человек (в том числе, 18 женщин), в 2008 году - 450 человек, в 2010 году - 500 человек, в 2012 году - 700 человек[уточнить].
19 мая 2009 года правительство Франции передало вооруженным силам страны в виде военной помощи 15 грузовиков Renault TRM-2000[уточнить].
В 2010 году военный контингент был отправлен в состав Международных сил содействия безопасности в Афганистане. Один взвод морской пехоты (55 военнослужащих со стрелковым оружием) после завершения подготовки на территории Великобритании был отправлен в провинцию Гильменд и обеспечивал охрану военной базы "Camp Bastion" британского военного контингента.
12 сентября 2013 года парламент проголосовал за присвоение вооружённым силам нового официального названия - "Вооружённые силы Его Величества".
В 2018 году из Австралии было получено пять бронированных грузовиков Unimog U1700.

## Современное состояние

### Регулярные силы
Согласно королевскому закону об обороне на HMAF возложены функции по защите Королевства, поддержке гражданской власти, помощи ей в поддержании порядка и другие функции и обязанности, возложенных на них Королём.
Штаб-квартира находится в городе Нукуалофа. Общее управление возлагается на министра обороны (который часто совмещает должность министра иностранных дел), непосредственное командование на командира TDS в чине полковника (реже бригадного генерала). Существует объединённый штаб HMAF (штаб-квартира TDS, P.O. Box 72, НукуАлофа, ТОНГА). Воинские звания на основе принятых в британской армии и флоте.
Тонга получает военную помощь от США - страна имеет право на получение по программе военной помощи или покупку в США военного снаряжения и имущества на льготных условиях, некоторые офицеры проходят обучение и тренировки по программе IMET вооружённых сил США.

#### Королевская гвардия
Основными задачами королевской гвардии являются защита короля и королевской семьи, церемониальные функции, помощь в поддержании гражданской власти. Штаб-квартира в казармах Vilai в Nukualofo. Обмундирование базируется на стиле английской армии периода 1920-х годов. На вооружении гвардии, кроме лёгкого стрелкового оружия, есть батарея салютных пушек. Всего в составе роты гвардии (в Тонге официально называется полком) на июль 2010 года было около 230 военнослужащих. Вероятнее всего эта цифра учитывает также военный оркестр (англ. Royal Corps of Musician) численностью на 2007 год — 45 человек. Кроме того, существует небольшое, численностью 40 человек, инженерное подразделение (R.D.U), которое ответственно за деятельность вооружённых сил в исполнении национальных проектов.

#### Военно-морские силы
Основными задачами Военно-морских сил являются охрана территориальных вод и рыболовства, участие в миротворческих операциях и ликвидации последствий природных и техногенных ЧС. После активизации в 2012 году претензий Фиджи на принадлежащие королевству рифы Миневра (состоящие из двух островов), патрульные корабли флотилии осуществляют постоянный мониторинг территориальных вод в районе атоллов Telekitonga и Telekitokelau.
ВМС базируются на Touliki в Nukualofo (остров Тонгатапу) и вспомогательная ВМБ Velata в Pangai (остров Lifuka (Группа Хаапая).
В состав ВМС входит дивизион кораблей (англ. Maritime Defence Division), морская пехота (англ. Royal Tongan Marines) и морская авиация (англ. Air Wing). Командующий Tongan Navy имеет звание Captain.
Личный состав Maritime Defence Division на 2010 год составлял 102 человека (19 офицеров). Кроме того в составе подразделения числится группа иностранных военных специалистов.
На вооружении дивизиона:
- 3 Патрульных катера Тихоокеанского класса — VOEA NEIAFU (P 201), VOEA PANGAI (P 202), VOEA SAVEA (P 203).
- Десантный катер LCM-8- VOEA LATE (C 315) — в резерве.
- Малая королевская яхта — TITILUPE

В составе морской пехоты в 2010 году числилось 55 морских пехотинцев (4 офицера). В связи с тем, что морская пехота всё чаще привлекается к несению службы в горячих точках, их численность к началу 2011 года была увеличена почти вдвое.
На Военно-морской базе Touliki есть станция радарного контроля.

### Территориальные силы и резерв
Территориальные силы представляют собой нерегулярное вооружённое формирование, комплектуемое на добровольной основе путём заключения контракта на 4 года. В течение этого времени военнослужащий обязан пройти переподготовку сроком не менее 28 дней в год, в учебном центре вооружённых сил. Там же проходят подготовку военнослужащие регулярных подразделений. Так же он обязан явиться на пункт сбора по первому требованию вышестоящих начальников, в случае не выполнения данных условий в течение 21 дня, на виновного налагается штраф в 1000$, либо заключение под стражу на срок до 6 месяцев. Если член территориальных сил не продлевает контракт по истечении 4 лет, он переводится в резерв, при этом выплата денежного довольствия прекращается.
Всего в резерве и территориальных силах на 2009 год состояло 1100 человек.